# Ester Ledecká
Ester Ledecká (* 23. března 1995 Praha) je česká snowboardistka a alpská lyžařka. Na Zimních olympijských hrách 2018 v Pchjongčchangu získala dvě zlaté medaile, když nejprve vyhrála superobří slalom v alpském lyžování a o týden později ovládla paralelní obří slalom na snowboardu. Jako první sportovec v olympijské historii tak vyhrála na jedné zimní olympiádě disciplíny s různým vybavením. Po Anfise Rezcovové se stala druhou olympioničkou, která získala zlaté medaile ve dvou různých sportech, a vůbec první ženou, které se to podařilo na jedněch zimních olympijských hrách. Je i první z českých alpských lyžařů, kdo vyhrál olympijské zlato, a prvním olympionikem v historii startujícím v lyžařských i snowboardových disciplínách. Na Zimních olympijských hrách 2022 v Pekingu obhájila prvenství ve snowboardingovém paralelním obřím slalomu. Třetí zlatou medailí vyrovnala český rekord rychlobruslařky Martiny Sáblíkové ze zimních her. Jako jediní čeští sportovci také obě dokázaly obhájit vítězství na zimní olympiádě.
Ve snowboardingu je také mistryní světa z paralelního a obřího paralelního slalomu. V sezónách 2015/2016–2018/2019 čtyřikrát po sobě vyhrála celkové hodnocení paralelních disciplín ve Světovém poháru.
V letech 2016–2018, 2020, 2022, 2024 a 2025 vyhrála anketu Král bílé stopy. V říjnu 2018 zvítězila v anketě Armádní sportovec roku a prezident republiky Miloš Zeman jí v témže měsíci udělil medaili Za zásluhy I. stupně. V letech 2018 a 2022 se stala českým Sportovcem roku. Při prvním vítězství vyhrála s rekordním náskokem 759 bodů. Za roky 2018 a 2022 rovněž získala Cenu Jiřího Gutha-Jarkovského.

## Sportovní kariéra

### Snowboarding
Je dvojnásobnou juniorskou mistryní světa ve snowboardingu, neboť na šampionátu v roce 2013 vyhrála závody v paralelním slalomu i paralelním obřím slalomu. V paralelním slalomu patřila v roce 2013 mezi 10 nejlepších žen světa. Ve slovinské Rogle vyhrála dne 18. ledna 2014 poprvé závod Světového poháru.
Na Zimních olympijských hrách 2014 v Soči soutěžila ve dvou disciplínách. V paralelním obřím slalomu se umístila na 7. příčce, v paralelním slalomu pak na 6. pozici.
Na MS v akrobatickém lyžování a snowboardingu 2015 v paralelním slalomu žen po dobře zajeté jízdě v kvalifikaci, kde po dvou jízdách obsadila konečné 2. místo, úspěšně pokračovala i v dalších kolech. V osmifinále porazila Japonku Tomoku Takeučiovou, ve čtvrtfinále zvítězila nad Jekatěrinou Tuděgeševovou z Ruska, v semifinále porazila rakouskou závodnici Marion Kreinerovou a ve finále po chybě rakouské závodnice Julie Dujmovitsové dojela s velkým náskokem do cíle a získala zlatou medaili. Na MS 2017 získala zlato v paralelním obřím slalomu a stříbro v paralelním slalomu.
V celkovém hodnocení paralelních disciplín ve Světového poháru ve snowboardingu zvítězila v sezónách 2015/2016, 2016/2017, 2017/2018 a 2018/2019, získala tedy čtyři velké křišťálové glóby. Malý křišťálový glóbus vybojovala v sezónách 2015/2016, 2017/2018 a 2018/2019, když zvítězila v hodnocení závodů paralelního obřího slalomu.
Jako velká favoritka vyhrála v roce 2018 na Zimních olympijských hrách v Pchjongčchangu zlatou medaili, což se jí podařilo týden po nečekaném triumfu v lyžařském Super-G. Po Anfise Rezcovové se tak stala druhou ženou olympijské historie, která získala zlato ve dvou sportech, první ženou, která tak učinila na jedněch olympijských hrách, a také první ženou, která získala zlaté olympijské medaile ve dvou různých sportech v individuálních závodech (Rezcovová vybojovala zlato v běhu na lyžích jako členka štafety).
Po sezóně 2018/2019 svoji účast ve snowboardingových závodech výrazně omezila, aby mohla více závodit v alpském lyžování. V ročníku 2019/2020 absolvovala na snowboardu jenom dva závody Světového poháru (jeden vyhrála, jednou se umístila druhá), v následující sezóně pouze jeden, který vyhrála.
Na Zimních olympijských hrách 2022 v Pekingu obhájila zlatou medaili z paralelního obřího slalomu ze ZOH 2018.
Při letní přípravě v srpnu 2022 utrpěla zlomeninu klíční kosti. Komplikovaná léčba po dvou operacích ji na snowboardové závody pustila až březnu 2023, kdy však během několika dní obsadila na akcích Světového poháru druhé místo v paralelním obřím slalomu ve slovinské Rogle a vyhrála paralelní slalom v německém Berchtesgadenu. V následující sezóně 2023/2024 se věnovala především lyžování, zatímco na snowboardu absolvovala ve Světovém poháru pouze čtyři závody v lednu a březnu 2024, z nichž všechny tři individuální vyhrála. Během sezóny 2024/2025 se opět zúčastnila pouze minima snowboardových závodů. Do Světového poháru nastoupila pouze na přelomu listopadu a prosince 2024 v čínském Mylinu, kde ze dvou závodů jeden vyhrála. V březnu 2025 poprvé od roku 2017 absolvovala mistrovství světa, na kterém zvítězila v paralelním obřím slalomu a získala stříbro v paralelním slalomu.

### Alpské lyžování
Ledecká se věnuje také sjezdovému lyžování, od roku 2016 závodí ve Světovém poháru. Absolvovala Mistrovství světa 2017, kde bylo jejím nejlepším individuálním výsledkem 20. místo v kombinaci. Na Zimních olympijských hrách 2018 se v obřím slalomu umístila na 23. pozici a v následném Super-G překvapivě získala zlatou medaili, když o jednu setinu sekundy porazila Rakušanku Annu Veithovou. Triumf znamenal největší úspěch v historii českého sjezdového lyžování, neboť předchozími vrcholy byly bronzové olympijské medaile Olgy Charvátové ze sjezdu v Sarajevu 1984 a Šárky Strachové ze slalomu ve Vancouveru 2010. BBC označilo vítězství Ledecké za „jeden z nejúžasnějších olympijských příběhů všech dob“. Na Mistrovství světa 2019 obsadila nejlépe 15. příčku v kombinaci.
První vítězství ve Světovém poháru zaznamenala 6. prosince 2019, když triumfovala ve sjezdu v kanadském Lake Louise. Šlo zároveň o vůbec první vítězství českého lyžaře v závodě Světového poháru v této alpské disciplíně. O den později se na stejném místě umístila v dalším sjezdu na čtvrté příčce, dvě setiny za stupni vítězů. I na začátku roku 2020 dosahovala obdobných výsledků, takže se v sezóně 2019/2020 umístila v celkovém hodnocení Světového poháru na desáté příčce, přičemž ve sjezdu byla celkově druhá a v kombinaci třetí.
Na Zimních olympijských hrách 2022 v Pekingu obsadila v super-G pátou příčku, třináct setin sekundy od bronzové medaile. Následující sjezd dokončila kvůli vlastní chybě na 27. místě a v závěrečné kombinaci se umístila na čtvrté příčce.
Při letní přípravě v srpnu 2022 utrpěla zlomeninu klíční kosti a komplikovaná léčba po dvou operacích zapříčinila, že lyžařských závodů se mohla zúčastnit teprve na konci roku 2023, kdy se poprvé od března 2022 objevila na startu Světového poháru. V sezóně 2023/2024 vyhrála jeden závod super-G. Na Mistrovství světa 2025 získala bronzovou medaili ve sjezdu, svůj první cenný kov na světových šampionátech v alpském lyžování.

## Výsledky

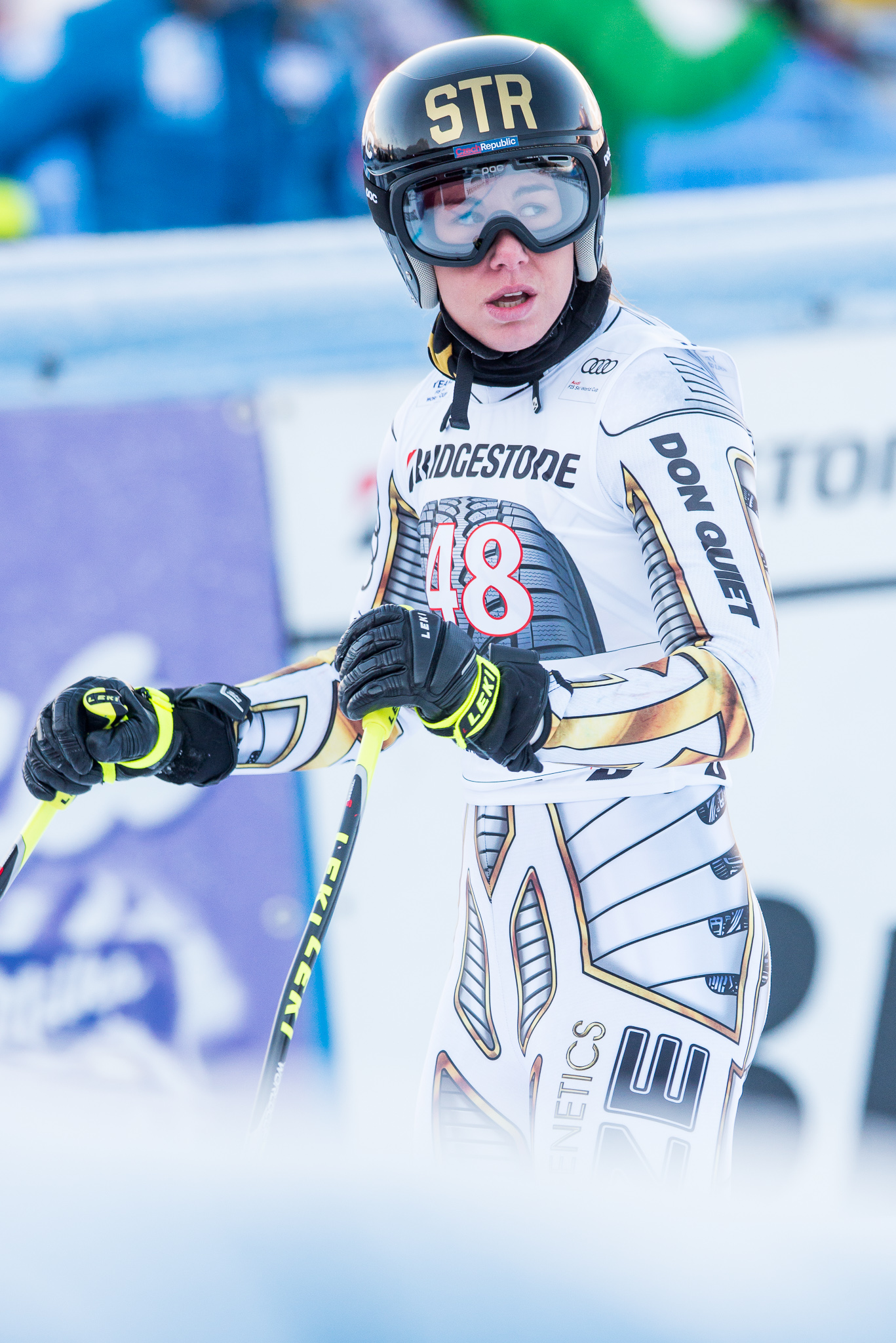
Ledecká během Světového poháru v alpském lyžování v roce 2017

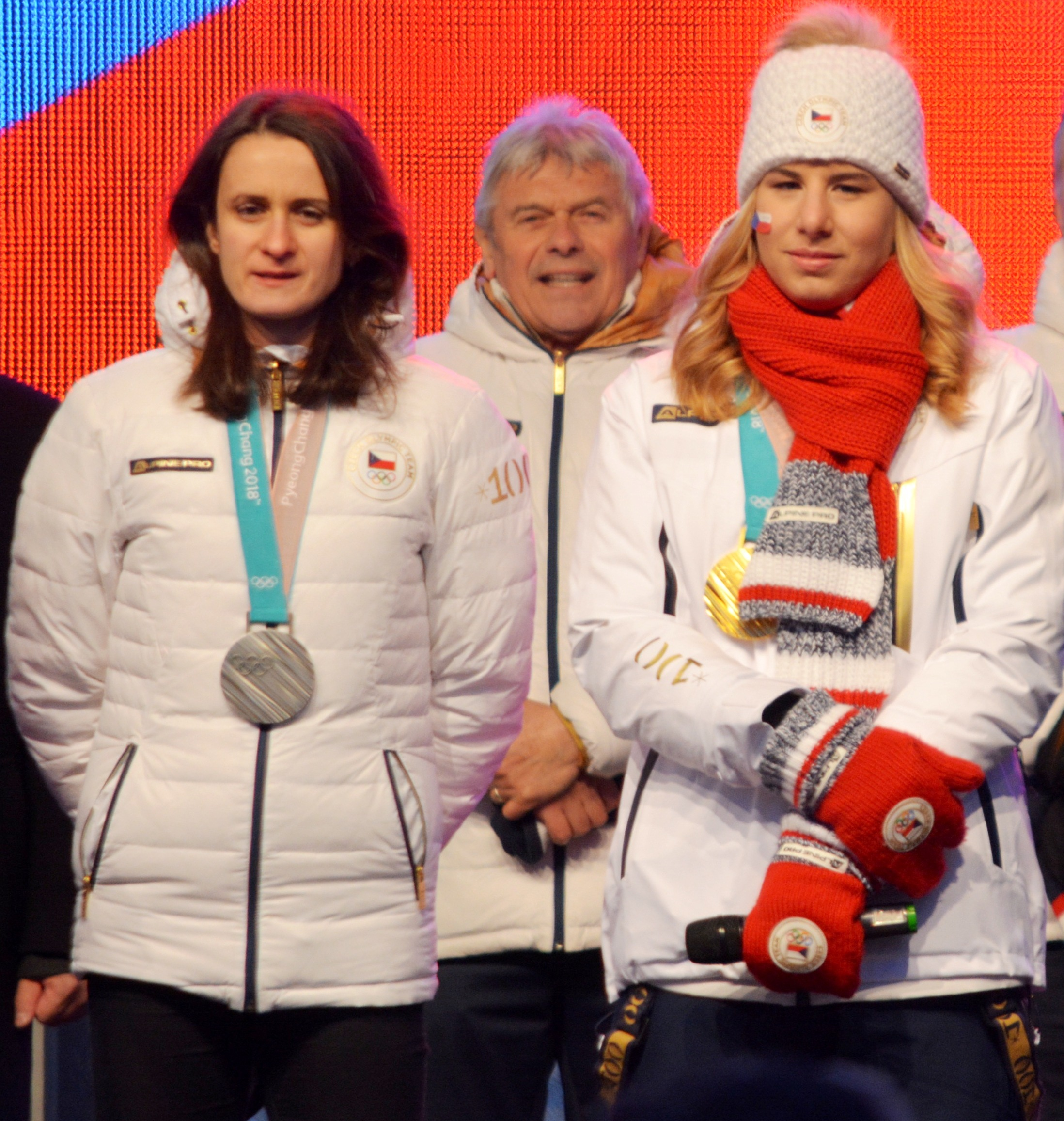
Martina Sáblíková (vlevo), její trenér Petr Novák a Ester Ledecká (vpravo) na Staroměstském náměstí v Praze po návratu ze ZOH 2018 v Jižní Koreji

### Snowboarding
Olympijské hry a mistrovství světa
| Sezóna  | Akce | Místo                   | Paralelní slalom | Paralelní obří slalom | Věk    |
| ------- | ---- | ----------------------- | ---------------- | --------------------- | ------ |
| 2010/11 | MS   | La Molina/Barcelona     | 40.              | 33.                   | 15 let |
| 2012/13 | MS   | Stoneham                | 17.              | 16.                   | 17 let |
| 2013/14 | ZOH  | Soči                    | 6.               | 7.                    | 18 let |
| 2014/15 | MS   | Kreischberg             | 1.               | 5.                    | 19 let |
| 2016/17 | MS   | Sierra Nevada           | 2.               | 1.                    | 21 let |
| 2017/18 | ZOH  | Pchjongčchang           | —                | 1.                    | 22 let |
| 2018/19 | MS   | Utah                    | nezúčastnila se  | nezúčastnila se       | 23 let |
| 2020/21 | MS   | Idre/Rogla/Almaty/Aspen | —                | DNS                   | 25 let |
| 2021/22 | ZOH  | Peking                  | —                | 1.                    | 26 let |
| 2022/23 | MS   | Bakuriani               | nezúčastnila se  | nezúčastnila se       | 27 let |
| 2024/25 | MS   | Engadin                 | 2.               | 1.                    | 29 let |

Konečné pořadí v sezónách SP
| Sezóna  | Celkově – paralelní disc. | Paralelní slalom | Paralelní obří slalom | Věk    |
| ------- | ------------------------- | ---------------- | --------------------- | ------ |
| 2012/13 | 15.                       | 16.              | 15.                   | 17 let |
| 2013/14 | 2.                        | 2.               | 3.                    | 18 let |
| 2014/15 | 3.                        | 8.               | 2.                    | 19 let |
| 2015/16 | 1.                        | 5.               | 1.                    | 20 let |
| 2016/17 | 1.                        | 2.               | 3.                    | 21 let |
| 2017/18 | 1.                        | 24.              | 1.                    | 22 let |
| 2018/19 | 1.                        | 13.              | 1.                    | 23 let |
| 2019/20 | 17.                       | 8.               | 17.                   | 24 let |
| 2020/21 | 23.                       | —                | 13.                   | 25 let |
| 2021/22 | 15.                       | —                | 12.                   | 26 let |
| 2022/23 | 18.                       | 15.              | 20.                   | 27 let |
| 2023/24 | 13.                       | 3.               | —                     | 28 let |
| 2024/25 | 24.                       | 20.              | 26.                   | 29 let |

### Alpské lyžování
Olympijské hry a mistrovství světa
| Sezóna  | Akce | Místo              | Slalom          | Obří slalom     | Super-G         | Sjezd           | Kombinace       | Týmová kombinace | Věk    |
| ------- | ---- | ------------------ | --------------- | --------------- | --------------- | --------------- | --------------- | ---------------- | ------ |
| 2016/17 | MS   | Svatý Mořic        | —               | 37.             | 29.             | 21.             | 20.             | —                | 21 let |
| 2017/18 | ZOH  | Pchjongčchang      | —               | 23.             | 1.              | —               | —               | —                | 22 let |
| 2018/19 | MS   | Åre                | —               | —               | 27.             | 17.             | 15.             | —                | 23 let |
| 2020/21 | MS   | Cortina d'Ampezzo  | —               | —               | 4.              | 4.              | 8.              | —                | 25 let |
| 2021/22 | ZOH  | Peking             | —               | —               | 5.              | 27.             | 4.              | —                | 26 let |
| 2022/23 | MS   | Courchevel/Méribel | nezúčastnila se | nezúčastnila se | nezúčastnila se | nezúčastnila se | nezúčastnila se | nezúčastnila se  | 27 let |
| 2024/25 | MS   | Saalbach           | —               | —               | 7.              | 3.              | —               | —                | 29 let |

Konečné pořadí v sezónách SP
| Sezóna  | Celkově         | Obří slalom     | Super-G         | Sjezd           | Kombinace       | Věk    |
| ------- | --------------- | --------------- | --------------- | --------------- | --------------- | ------ |
| 2015/16 | 93.             | —               | 42.             | 37.             | —               | 20 let |
| 2016/17 | 77.             | —               | 38.             | 34.             | —               | 21 let |
| 2017/18 | 61.             | —               | 47.             | 22.             | —               | 22 let |
| 2018/19 | 54.             | —               | 28.             | 24.             | —               | 23 let |
| 2019/20 | 10.             | —               | 21.             | 2.              | 3.              | 24 let |
| 2020/21 | 13.             | 47.             | 5.              | 8.              | —               | 25 let |
| 2021/22 | 19.             | —               | 22.             | 3.              | —               | 26 let |
| 2022/23 | nezúčastnila se | nezúčastnila se | nezúčastnila se | nezúčastnila se | nezúčastnila se | 27 let |
| 2023/24 | 23.             | —               | 6.              | 23.             | —               | 28 let |
| 2024/25 | 21.             | —               | 16.             | 8.              | —               | 29 let |

Umístění v Top 5 v závodech Světového poháru
| Sezóna  | Datum             | Místo                           | Disciplína | Umístění |
| ------- | ----------------- | ------------------------------- | ---------- | -------- |
| 2019/20 | 6. prosince 2019  | Lake Louise, Kanada             | sjezd      | 1.       |
| 2019/20 | 7. prosince 2019  | Lake Louise, Kanada             | sjezd      | 4.       |
| 2019/20 | 8. února 2020     | Garmisch-Partenkirchen, Německo | sjezd      | 3.       |
| 2019/20 | 22. února 2020    | Crans-Montana, Švýcarsko        | sjezd      | 5.       |
| 2019/20 | 23. února 2020    | Crans-Montana, Švýcarsko        | kombinace  | 3.       |
| 2020/21 | 20. prosince 2020 | Val-d'Isère, Francie            | super-G    | 1.       |
| 2020/21 | 9. ledna 2021     | St. Anton, Rakousko             | sjezd      | 4.       |
| 2020/21 | 22. ledna 2021    | Crans-Montana, Švýcarsko        | sjezd      | 2.       |
| 2021/22 | 22. ledna 2022    | Cortina d'Ampezzo, Itálie       | sjezd      | 3.       |
| 2021/22 | 26. února 2022    | Crans-Montana, Švýcarsko        | sjezd      | 1.       |
| 2021/22 | 27. února 2022    | Crans-Montana, Švýcarsko        | sjezd      | 2.       |
| 2023/24 | 2. března 2024    | Kvitfjell, Norsko               | super-G    | 4.       |
| 2023/24 | 3. března 2024    | Kvitfjell, Norsko               | super-G    | 3.       |
| 2023/24 | 22. března 2024   | Saalbach, Rakousko              | super-G    | 1.       |
| 2024/25 | 11. ledna 2025    | St. Anton, Rakousko             | sjezd      | 3.       |

## Osobní život
Jejím otcem je zpěvák a skladatel Janek Ledecký, dědečkem hokejista Jan Klapáč. Starší bratr Jonáš Ledecký působí jako výtvarník. V dětství nechodila do školy, absolvovala domácí vzdělávání.
V roce 2014 odmaturovala na gymnáziu Bankovní akademie v Kodaňské ulici v Praze. Poté začala studovat marketingovou komunikaci na Fakultě ekonomických studií Vysoké škole finanční a správní. V roce 2017 obdržela cenu Matteo Baumgartena pro sportovce, kteří úspěšně kombinují sportovní kariéru se studiem na vysoké škole. Roku 2019 získala bakalářský titul a v roce 2023 zakončila své studium magisterským titulem.